# Marc-André Denault
Marc-André Denault (né le 25 novembre 1991, mort le 11 novembre 2016 au Québec, Canada) est un professionnel de parachutisme, de BASE jump et de vol en wingsuit. Il compte plus de 2 000 sauts d'avion, 300 BASE jump et 600 vols en wingsuit,

## Biographie
Le 1er juillet 2013, Marc-André participe à sa première compétition de wingsuit. C'est une révélation pour lui alors qu'il remporte la victoire. À partir de ce moment, il  s'investit à 100% dans cette discipline qui connait une forte croissance en popularité. Le 5 juillet 2014, il participe à sa deuxième compétition où il établit son premier record mondial (4,602 km). Il terminera en deuxième place sur le podium. 3 jours plus tard, Marc-André fait une tentative réussie pour battre le record du plus long vol en durée (92,3 secondes),. Le 29 mai 2015, Il s'est classé au troisième rang à la première coupe du monde de wingsuit en Angleterre. Lors de cette compétition, il a également établi plusieurs records, dont celui du plus long vol en durée (88 secondes, record mondial) et celui de la plus grande distance parcourue (4,471 km, record nord-américain). Le 5 juillet 2015, Il devient le premier pilote de wingsuit à obtenir un score parfait de 300% en compétition.

## Palmarès

### Wingsuit

#### Fédération Aéronautique internationale (FAI)
- 3e position à la première coupe du monde de wingsuit : Netheravon, Angleterre, 2015[16]

##### Records en compétition (FAI)
- Mondial, 88,00 secondes, Netheravon, Angleterre, le 27 mai 2015[17]
- Nord-américain, 88,00 secondes, Netheravon, Angleterre, le 27 mai 2015[18]
- Nord-américain, 4,471 km, Netheravon, Angleterre, le 27 mai 2015[19]
- Canadien, 285 km/h, Netheravon, Angleterre, le 28 mai 2015[16]
- Canadien, 88,00 secondes, Netheravon, Angleterre, le 27 mai 2015[16]
- Canadien, 4,471 km, Netheravon, Angleterre, le 27 mai 2015[16]

##### Records hors compétition (FAI)
- Mondial, 270,80 secondes, Netheravon, Angleterre, le 28 mai 2015[20]
- Nord-américain, 270,80 secondes, Netheravon, Angleterre, le 28 mai 2015[21]

#### Paralog performance competition (PPC)
- 1re position, QC wingsuit race, Saint-Jérôme, Québec, Canada, 2015[22]
- 1re position, Séries mondiales de wingsuit, Zephyrhills, Floride, 2015[23]
- 2e position, QC wingsuit race, Saint-Jérôme, Québec, Canada, 2014[24]
- 1re position, QC wingsuit race, Saint-Jérôme, Québec, Canada, 2013[25]

##### Records (PPC)
- Mondial, 4,947 km, Floride, États-Unis, le 27 mars 2015[26]
- Mondial, 98,9 secondes, Saint-Jérôme, Québec, Canada, le 7 septembre 2014[27]
- Mondial, 92,3 secondes, Saint-Jérôme, Québec, Canada, le 8 juillet 2014[10]
- Mondial, 4,602 km, Saint-Jérôme, Québec, Canada, le 5 juillet 2014[9]

## Apparitions médiatiques
- Dans le cadre d'un saut en BASE jump déguisé en père fait à Laval, Marc-André apparait dans plusieurs articles de presse dont le Huffington post Québec[28].
- À la suite d'un long voyage en Utah où il parcourt 3 974 km afin de sauter de falaise mythique qui s'appelle Notch Peak (en), Marc-André raconte son histoire à travers la solitude et l'aventure qu'il a vécu[29].
- En juillet 2015, il remporte une compétition de wingsuit organisé à Saint-Jérôme au Québec. Cette fois, Il obtient le score parfait[15] dans tous ces sauts. Une première dans les compétitions de ce genre[30].
- Lors de la première coupe du monde de wingsuit en Angleterre, Marc-André prend place sur le podium et raconte son aventure[31].
- Le 13 mars 2015, il est invité pour une entrevue en direct de 8 minutes sur le plateau de Salut Bonjour[32].
- Marc-André fait partie d'un vidéo qui a été publié à Vlog (Chaine TVA) dans le cadre d'une demande en mariage surprise lors d'un saut en parachute[33].
- Dans un article du Journal de Montréal, Marc-André parle de sa passion et ses accomplissements[34].
- En décembre 2014, il produit un vidéo de 2 minutes qui résume ses aventures en 2014. Le vidéo sera mis de l'avant entre autres par I Love Skydiving[35] et Huffington Post Québec[36].
- De retour d'un voyage en Italie où Marc-André fait son premier saut à partir d'une falaise en wingsuit, Il produit un vidéo de ses aventures qui est mis de l'avant par Huffington Post Québec[36], Epic TV[37].
- À la suite de ses deux records mondiaux en wingsuit, Marc-André fait la une du journal Le Mirabel diffusé à 52 220 exemplaires le 18 juillet 2014[8].

### Vidéos
- Le Père Noël s’envoie en l'air - 2015[38]
- AMAZING Wingsuit BASE jump compilation - 2014[39]
- Living the Dream of Human Flight - My First Wingsuit BASE jump - 2014[40]